# Mikania euryanthela
Mikania euryanthela là một loài thực vật có hoa trong họ Cúc. Loài này được (Malme) W.C.Holmes mô tả khoa học đầu tiên năm 1985.